# 2012-es magyar asztalitenisz-bajnokság
A 2012-es magyar asztalitenisz-bajnokság a kilencvenötödik magyar bajnokság volt. A bajnokságot március 3. és 4. között rendezték meg Celldömölkön. Ebben az évben vegyes párosban nem volt bajnokság.

## Eredmények
| Versenyszám  | Arany                                                            | Arany | Ezüst                                                           | Ezüst | Bronz | Bronz |
| ------------ | ---------------------------------------------------------------- | ----- | --------------------------------------------------------------- | ----- | --- | ----- |
| Férfi egyéni | Fazekas Péter Celldömölki VSE                                    |       | Kosiba Dániel TTC Hagen Duisburg                                |       | Varga Zoltán Szerva ASE SzécsényLindner Ádám Crvena zvezda Beograd                                          |       |
| Női egyéni   | Póta Georgina TTC Berlin Eastside                                |       | Lovas Petra TTC Berlin Eastside                                 |       | Pergel Szandra Budaörsi SCMadarász Dóra Kecskeméti TE                                                       |       |
| Férfi páros  | Lindner Ádám, Marsi Márton Crvena zvezda Beograd , UTTC Oberwart |       | Németh János, Schaffer Dániel TTC Langenlois , TTC Seligenstadt |       | Pattantyús Ádám, Móricz Máté TTC Stockerau , Félegyházi ASIBohács Gábor, Kiss Dániel Békési TE, Ceglédi VSE |       |
| Női páros    | Póta Georgina, Lovas Petra TTC Berlin Eastside                   |       | Pergel Szandra, Madarász Dóra Budaörsi SC, Kecskeméti TE        |       | Braun Éva, Kertai Rita Postás SEVarga Tímea, Nagyváradi Mercédesz Postás SE                                 |       |